# 御国色素
御国色素株式会社（みくにしきそかぶしきがいしゃ）は、兵庫県姫路市に本社を置く顔料分散液を製造・販売している化学メーカーである。

## 概要
紙・筆記具・塗料・インキ・液晶材料・建材など多彩な製品を扱う。近年は、色だけでなく素材の機能性を向上させる機能材料の開発にも力を入れており、大学や各原料メーカー・クライエントとの共同研究を行っている。

## 沿革
- 1963年 - 4月 創設者黒田昌昭が大阪市天王寺区上汐に本社・工場を設立
- 1964年 - 9月 姫路工場建設に着手、翌年操業開始
- 1965年 - 11月 本社を姫路に移転。生産の主力を姫路に移す
- 1998年 - 8月 ISO-9001認証取得
- 2004年 - 4月 韓国に「Nanotech Mikuni Co.,Ltd」を、中国江蘇省に「常熟美克尼化工有限公司」を設立
- 2016年 - 9月 アメリカに「MIKUNI COLOR U.S.A. INC.」を設立